# 3つのピアノ小品 (シェーンベルク)
3つのピアノ小品（独: Drei Klavierstücke）作品11は、アルノルト・シェーンベルクが1909年に作曲したピアノ小品集。

## 概要
この作品以前に調性で書かれた習作期の『3つのピアノ小品』があるが、この作品11とは別の曲である。
世界で初めて、完全に協和音と不協和音を区別しない無調を実現した音楽作品である。とはいえ、第2曲は反復が多くニ短調を想起させるパッセージが冒頭から現れる。第3曲は無主題性が冒頭から極端なまでに主張される。
難しい作品として舞台で演奏されることはほとんどなかったが、現在は音楽大学の教材としても使われる。第2曲をフェルッチョ・ブゾーニが演奏会用ヴァージョンに拡張したものがある。

## 世界初演
1910年1月14日にエッタ・ヴェルンドルフの手で行われた。初演の録音は現存していない。

## 日本初演
1970年代に内田光子によって行われた。のちに、日本初演とは別のスタジオ録音をフィリップス・レコードから出している。

## 音盤
日本人では内田光子、井上直幸、高橋悠治、近藤伸子、園田高弘、ヨーコ・ヒロタの録音がある。グレン・グールド、エドゥアルト・シュトイアーマン、フローラン・ボファール、ピ・シェン・チェン、マウリツィオ・ポリーニ、ピナ・ナポリターノ、ダニエル・バレンボイム、クロード・エルフェ、ピーター・ゼルキン、ポール・ジェイコブス、アレクセイ・リュビモフ、トマス・ラルヒャー、ピーター・ヒル、ヘルベルト・ヘンク、オットー・ツィカーン(未CD化)、サラ・ロゼンバーグ、アラン・ヌブー、ユルク・フォン・ヴィンチュガー、エリザベート・クラインの録音もある。
商業録音はないが、マリリン・ノンケンと大井浩明が全曲の演奏をライブで果たしている。商業録音を持ちながらシェーンベルクピアノ作品全曲演奏会を達成したのは、井上直幸とピ・シェン・チェンである。

## 関連文献
- Carpenter, Patricia. 2005. "The Piano Music of Arnold Schoenberg". Theory and Practice 30:5–33.
- Cinnamon, Howard. 1993. "Tonal Elements and Unfolding Nontriadic Harmonies in the Second of Schoenberg's "Drei Klavierstücke", Op. 11". Theory and Practice 18 (In Celebration of Arnold Schoenberg), no. 2:127–70.
- Cone, Edward T. 1972. "Editorial Responsibility and Schoenberg's Troublesome 'Misprints'". Perspectives of New Music 11, no. 1 (Tenth Anniversary Issue, Fall–Winter): 65–75.
- Forte, Allen. 1973. The Structure of Atonal Music. New Haven and London: Yale University Press. ISBN 0-300-01610-7.
- Haimo, Ethan. 1996. "Atonality, Analysis, and the Intentional Fallacy". Music Theory Spectrum 18, bo. 2 (Autumn): 167–99.
- Straus, Joseph N. 2003. "Uniformity, Balance, and Smoothness in Atonal Voice Leading". Music Theory Spectrum 25, no. 2 (Fall): 305–52.
- Straus, Joseph N. 2005. "Voice Leading in Set-Class Space". Journal of Music Theory 49, no. 1 (Spring): 45–108.
- Wittlich, Gary. 1974. "Interval Set Structure in Schoenberg's Op. 11, No. 1". Perspectives of New Music 13, no. 1 (Fall–Winter): 41–55.

## 参考音源
- https://imslp.org/wiki/3_Pieces,_Op.11_(Schoenberg,_Arnold)